# Piper dimetrale
Piper dimetrale är en pepparväxtart som beskrevs av C. Dc.. Piper dimetrale ingår i släktet Piper och familjen pepparväxter. Inga underarter finns listade i Catalogue of Life.